# Anthony Gregg Roeber
Anthony Gregg Roeber (* 7. Juni 1949) ist ein US-amerikanischer Historiker.

## Leben
Er studierte am Pontifical College Josephinum (1963–1969), an der University of Denver (B.A. 1971, M.A. 1972), Brown University (A.M. 1974, Ph.D. 1977) und Universität Balamand (M.A. Theol. 2010). Er lehrte als Professor für Geschichte an der University of Illinois at Chicago (1992–1996) und als Professor für Geschichte der Frühen Neuzeit und Religionswissenschaft an der Penn State University (1996–2017). Seit 2017 ist er Professor für Kirchengeschichte am St. Vladimir’s Orthodox Theological Seminary.
2013 wurde er zum Priester der Antiochian Orthodox Christian Archdiocese of North America, die zum Griechisch-Orthodoxen Patriarchat von Antiochien gehört, geweiht.

## Schriften (Auswahl)
- Faithful magistrates and republican lawyers. Creators of Virginia legal culture, 1680–1810. Chapel Hill 1981, ISBN 0-8078-1461-X.
- Palatines, liberty and property. German Lutherans in colonial British America. Baltimore 1993, ISBN 0-8018-4459-2.
- Hopes for better spouses. Protestant marriage and church renewal in early modern Europe, India, and North America. Grand Rapids 2013, ISBN 978-0-8028-6861-9.
- Mixed marriages. An Orthodox history. Yonkers 2018, ISBN 978-0-88141-631-2.